# Teodone (Brunico)
Teodone (Dietenheim in tedesco) è una frazione del comune italiano di Brunico, in provincia di Bolzano, situata a circa 2 km dalla città.

## Geografia fisica
Teodone si trova nella conca di Brunico, punto di incontro tra le Valli di Tures ed Aurina, Alta Pusteria e Bassa Pusteria. 

## Storia
Il paese di Teodone nasce a partire da una corte carolinga e fu documentato per la prima volta nel 995. Nei secoli successivi i nomi variarono da “Dyetenhaim”, “Dietenhaim” a “Dientenheim”. Sotto l’Imperatrice Maria Theresia, Dietenheim divenne una delle sei sedi degli uffici distrettuali del Tirolo (dal 1754 al 1815).
Dietenheim si mantenne come Comune autonomo fino al 1928, quando diventò frazione della città di Brunico. Dal punto di vista ecclesiastico Teodone apparteneva alla parrocchia di Gais finché nel 1786 diventò prima chiesa filiale e nel 1891 parrocchia indipendente.
Di notevole interesse la Parrocchia di San Giacomo, con affreschi di pregevole fattura.
Il nome ha origine nella presa in possesso del territorio da parte dei Bavari nell’Alto Medioevo e deriva dal nome baiuvaro “Theodo” e il suffisso “-heim”. Secondo delle fonti il nome significa “proprietà di un Theodo”, “ insediamento della stirpe baiuvara di Theodo”. Nomi con la desinenza “-heim” fanno parte delle denominazioni più vecchie del Alto tedesco antico.

## Monumenti e luoghi d'interesse

### Architetture religiose
- Chiesa di San Giacomo

### Musei
- Il museo provinciale degli usi e costumi dell'Alto Adige è un museo a cielo aperto. Al centro spicca la residenza nobiliare "Mair am Hof", con i suoi ambienti signorili.